# Anselmo Guerrieri Gonzaga
Anselmo Guerrieri Gonzaga (Mantova, 19 maggio 1819 – Palidano, 24 settembre 1879) è stato un avvocato, giornalista e politico italiano, patriota, diplomatico e deputato del Regno d'Italia; partecipò alle Cinque giornate di Milano del 1848 e fu Segretario generale del Ministero degli Affari Esteri (1867).

## Biografia

### Ambiente familiare, professionale ed intellettuale giovanile

Stemma della famiglia Guerrieri Gonzaga

Figlio del marchese Luigi e di Maria Rasponi e fratello maggiore del Senatore del Regno Carlo Guerrieri Gonzaga, il giovane Anselmo seguì studi filosofici e letterari presso il ginnasio e il liceo di Mantova; studiò il greco, il latino, il francese e il tedesco e si laureò in giurisprudenza all'Università di Padova, nel 1840.
Dopo un breve periodo di praticantato a Padova e presso l'ufficio fiscale di Milano, fu consulente legale del governo del Regno Lombardo-Veneto negli affari di pubblica amministrazione. Nel 1847 aprì uno studio di avvocato a Cassano d'Adda e si dedicò alla professione forense; prese a frequentare l'ambiente intellettuale milanese e iniziò a collaborare con la Rivista europea, su problemi economici e sociali. Conobbe Carlo Cattaneo e fu attratto dal pensiero di Giuseppe Mazzini, senza condividerne completamente i metodi settari.

### Azione patriottica
Guerrieri Gonzaga fu tra i promotori delle Cinque giornate di Milano del marzo 1848, insieme agli elementi più radicali e al gruppo della Rivista europea; nel governo provvisorio che seguì all'insurrezione, rappresentò prima la provincia di Mantova e, poi, fu inviato a Parigi, in veste di Ministro degli Esteri (28 luglio 1848), per chiedere l'intervento francese a protezione dell'indipendenza della Lombardia.
Con il ritorno degli Austriaci fu costretto all' esilio, prima in Toscana, poi a Genova e, nel 1850 a Ginevra, dove incontrò Mazzini. Questi, nel 1851, lo inviò in Germania con l'incarico di stringere contatti con i patrioti tedeschi. Dopo il fallimento del moto milanese del 6 febbraio 1853, Guerrieri Gonzaga si stabilì a Parigi e cominciò ad accostarsi al progetto di unificazione nazionale sotto la dinastia sabauda. L'8 aprile 1856, assistette al discorso di Cavour al congresso di Parigi e fu presentato allo statista piemontese da Cesare Correnti. Successivamente, acquisì la cittadinanza del Regno di Sardegna.
Allo scoppio della seconda Guerra d'indipendenza, Guerrieri Gonzaga fece parte della commissione consultiva sull'ordinamento amministrativo della Lombardia, partecipando alla stesura dei documenti relativi alle ferrovie, alle dogane, le imposte e il debito pubblico. Poté rientrare a Milano il 4 giugno 1859.

### Attività politica e diplomatica
Nel 1860 fu eletto alla Camera dei Deputati nel collegio di Asola, e sedette nei banchi della Destra storica, sino al 1867. Nel marzo del 1863 Marcello Cerruti, segretario generale del Ministero degli Esteri, affidò a Gonzaga la gestione dei rapporti diplomatici confidenziali con il comitato dei profughi ungheresi in Italia. Nel 1864 fu inviato in Germania per portare l'appoggio italiano ai piccoli Stati renani nel loro movimento democratico e nelle loro aspirazioni nazionali contro la minaccia prussiana. Nel dicembre 1866, Gonzaga subentrò a Cerruti nella carica di segretario generale del Ministero degli Esteri per alcuni mesi. Nelle elezioni dello stesso anno non fu rieletto alla Camera ma, essendosi guadagnato la fiducia del Ministro degli Esteri Emilio Visconti Venosta, gli fu affidato l'incarico di recarsi a Madrid per favorire la candidatura al trono di Spagna di Amedeo di Savoia-Aosta (1869).
Nel 1874 fu rieletto alla Camera, sino al 1876 quando, con l'avvento al potere della Sinistra storica, lasciò definitivamente la vita politica.

### Attività letteraria
Guerrieri Gonzaga dedicò gli ultimi anni all'antica passione per le lettere e al lavoro di traduzione delle opere di Orazio (le Odi e gli Epodi) e di Goethe. Tra i suoi lavori più originali vi è l'Enciclopedia poetica per i fanciulli italiani ove, con un linguaggio semplice e in rima riuscì a spiegare in modo efficace ai piccoli le prime conoscenze scientifiche, la religione, la storia, e la geografia. Criticò il verismo poetico di Lorenzo Stecchetti, il quale rispose in due liriche comprese in Nova polemica.